# Karel Boone

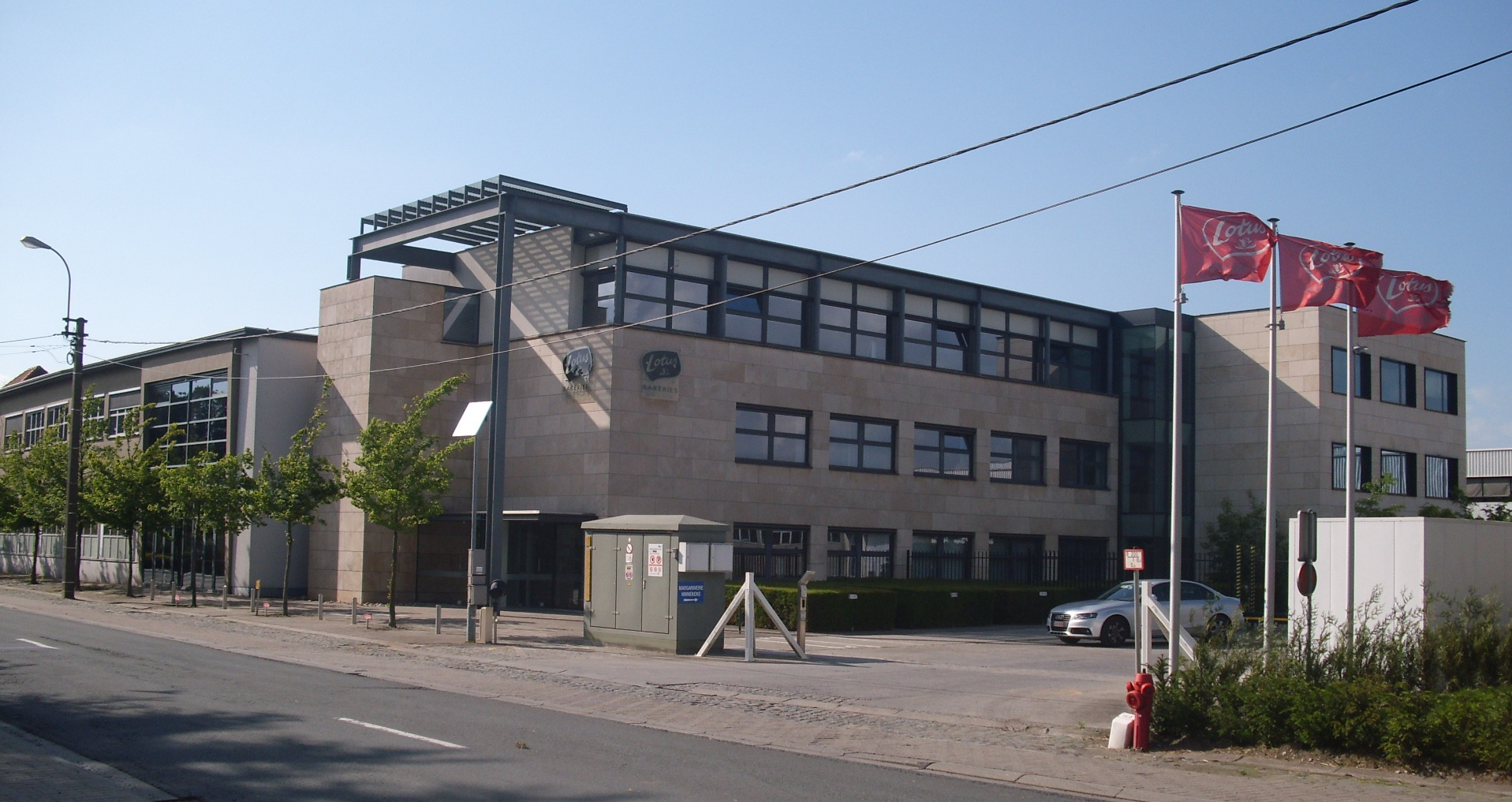
Lotus in Lembeke.

Karel baron Boone (Brugge, 4 september 1941) is een Belgisch ondernemer die CEO en voorzitter van de raad van bestuur van Lotus Bakeries te Lembeke was.

## Levensloop
Ronaldo
is een zoon van Jan Boone (1906-1983), een van de drie broers die in 1932 het bedrijf Lotus Bakeries stichtten. Aan de Katholieke Universiteit Leuven behaalde hij het diploma van handelsingenieur.

### Lotus Bakeries
Boone ging in 1966 aan de slag bij Lotus. In 1974 volgde hij er zijn vader als CEO op en in 1992 werd hij er voorzitter van de raad van bestuur. Hij was 32 jaar CEO en 20 jaar voorzitter van de raad van bestuur van het bedrijf, de periode van groei door onder meer de vele overnames. Zijn broer Mathieu volgde hem in 2006 op als CEO en in 2010 als voorzitter. Onder het leiderschap van Karel Boone werd het bedrijf naar de beurs Euronext Brussels gebracht, maar bleef het wel verankerd bij de stichtende familie.

### Overige functies
Van 1996 tot 1999 was Boone voorzitter van het Verbond van Belgische Ondernemingen (VBO), alsook van Choprabisco (De Koninklijke Belgische Vereniging van de Biscuit-, Chocolade-, Praline- en Suikergoedindustrie).
In juli 2004 volgde hij Pierre Godfroid als voorzitter van de raad van bestuur van voedingsbedrijf Vandemoortele op. In mei 2012 werd hij in deze functie door Michel Delloye opgevolgd.
In 2007 werd Boone in opvolging van Georges Jacobs voorzitter van de raad van bestuur van het farmaceutisch bedrijf UCB, waar hij sinds 2000 bestuurder was. Hij werd in 2012 door Gerhard Mayr opgevolgd. Hij was tevens bestuurder van Financière de Tubize, de referentieaandeelhouder van UCB.
Hij bekleedde ook bestuursmandaten bij verzekeraar AXA, de holding Bois Sauvage, Bank Degroof, Hout-Bois Van Steenberge en de holding Finasucre.

### Eerbetoon
Op 7 juni 2000 werd Boone door koning Albert II van België verheven in de erfelijke Belgische adel met de persoonlijke titel van baron. Hij heeft drie dochters waardoor het adellijk geslacht dreigt uit te sterven.